# Heinz Wilhelmi
Heinz Wilhelmi (* 19. August 1954) ist ein ehemaliger deutscher Fußballspieler, der für den 1. FC Kaiserslautern 112 Spiele in der Fußball-Bundesliga von 1972 bis 1978 bestritten und dabei fünf Tore erzielt hat.

## Laufbahn

### 1. FC Kaiserslautern, 1972 bis 1978
Trainer Dietrich Weise brachte den A-Jugendspieler Heinz Wilhelmi in der Runde 1972/73 bereits dreimal in der Bundesliga zum Einsatz. Verdient hatte sich das Talent diese Einsätze durch 15 Berufungen in die DFB-Jugendnationalmannschaft vom 12. September 1972 bis 4. Juni 1973, wobei er auch am UEFA-Turnier in Italien teilnahm. Zur Runde 1973/74 löste Erich Ribbeck Trainer Weise in Kaiserslautern ab und Wilhelmi brachte es auf 22 Einsätze. Als der junge Offensivspieler in der Serie 1975/76 mit 30 Einsätzen zur Stammbesetzung zählte, belegten die Pfälzer den siebten Rang in der Liga. Im DFB-Pokal zogen sie nach Erfolgen gegen den VfR Mannheim, Blumenthaler SV, Eintracht Braunschweig und einen 4:2-Erfolg im Halbfinale gegen Hertha BSC in das Finale ein. Gegen Hertha bildete Wilhelmi mit Torjäger Klaus Toppmöller und dem Linksaußen Roland Sandberg den Angriff der Betzenbergelf. Im Finale am 26. Juni 1976 fehlte der verletzte Torjäger Toppmöller (acht Tore im Pokalwettbewerb) und der Hamburger SV gewann den DFB-Pokal mit einem 2:0-Sieg. Wilhelmi wurde in der 62. Spielminute für Josef Pirrung eingewechselt.
Im UEFA-Cup der Runde 1976/77 konnte Wilhelmi in den Spielen gegen Paralimni Famagusta und Feyenoord Rotterdam internationale Spielerfahrung sammeln. Als er in seiner fünften Runde im Ligakader der Pfälzer, 1977/78, nur noch zu 15 Einsätzen kam, wechselte er im Sommer 1978 in die 2. Fußball-Bundesliga Süd zu Wormatia Worms.

### 2. Bundesliga Süd, 1978 bis 1980
Mit der Wormatia schrammte Wilhelmi in der Runde 1978/79 nur knapp am Bundesligaaufstieg vorbei. Als Herbstmeister musste der Verein aus der Nibelungenstadt aus finanziellen Gründen die Leistungsträger Zander, Poulsen, Seubert und Trainer Eckhard Krautzun im Winter ziehen lassen und fiel somit in der Rückrunde auf den 3. Rang zurück.
Wilhelmi unterschrieb für die Runde 1979/80 im Breisgau beim Freiburger FC und absolvierte für die Elf vom Mösle-Stadion 32 Spiele mit sechs Toren. Der FFC landete auf dem neunten Rang. Aber auch die Freiburger hatten finanzielle Probleme und setzten den Rotstift bei den Profis an. Wilhelmi zog sich deshalb im Sommer 1980 aus dem Profibereich zurück und wanderte in das Amateurlager ab. Mit der Verbandsauswahl Südwest gewann er in den Jahren 1981 und 1982 zweimal den Länderpokal der Amateure.

### Amateurnationalmannschaft, 1974 bis 1977
Am 13. Februar 1974 debütierte der noch 19-Jährige beim Länderspiel in Valletta gegen Malta in der deutschen Fußballnationalmannschaft der Amateure. Seinen dritten Einsatz im DFB-Amateurteam hatte er beim Olympia-Qualifikationsspiel am 16. April 1975 in Bielefeld gegen Spanien. Im Juli 1975 war er mit der Amateurauswahl in China und bestritt sein viertes und fünftes Länderspiel. Bei seinem zehnten und letzten Einsatz im Nationalteam der Amateure steuerte Wilhelmi am 9. März 1977 in Tongeren gegen Belgien beim 3:0-Sieg zwei Treffer bei.

## Nach der Karriere
Heinz Wilhelmi fungiert als Sportlicher Leiter bei der „Traditionself der Roten Teufel“ des 1. FC Kaiserslautern.
Er trainierte die 1. Bundesliga Damen des TuS Niederkirchen. Später arbeitete Heinz Wilhelmi für die Firma Kaindl KG im Außendienst.